# Centemopsis conferta
Centemopsis conferta là loài thực vật có hoa thuộc họ Dền. Loài này được (Schinz) Suess. mô tả khoa học đầu tiên năm 1953.